# 吉恩·西蒙斯
吉恩·西蒙斯（英語：Gene Simmons，1949年8月25日—），原名（发音为/ˈxɑː.im/），出生于以色列海法，8岁时移居美国，是一位以色列裔美国摇滚贝斯手、歌手、演员，也是著名的Kiss乐队的创立者之一。